# One Night in the Tropics
One Night in the Tropics is een Amerikaanse film uit 1940. De film was het filmdebuut van het duo Abbott en Costello. Het vervolg op deze film, Buck Privates, maakte van hen een ster. De première van de film vond plaats in Costello's thuisbasis, Paterson.

## Verhaal
Jim "Lucky" Moore, een verkoper van verzekeringen, komt met een speciaal soort polis voor zijn vriend Steve: een liefdespolis. Deze houdt in dat Steve 1 miljoen dollar krijgt uitgekeerd indien hij niet trouwt met zijn verloofde, Cynthia. De nachtclubeigenaar Roscoe treedt op als acceptant voor de polis.
Het huwelijk tussen Steve en Cynthia wordt in gevaar gebracht door Steve’s ex-vriendin Mickey, en Cynthia’s tante Kitty. Roscoe vreest het ergste, en stuurt twee handlangers naar de bruiloft om te zorgen dat alles vlekkeloos verloopt. Het hele gezelschap dat op de bruiloft aanwezig is zeilt uiteindelijk naar San Marcos, waar een ander probleem zich aandient. Lucky wordt namelijk verliefd op Cynthia, en trouwt uiteindelijk met haar. Roscoe hoeft Steve echter geen geld uit te betalen daar Steve zelf toch in het huwelijk treedt die dag, zij het met Mickey.

## Rolverdeling
| Acteur       | Personage       |
| ------------ | --------------- |
| Allan Jones  | Jim Moore       |
| Nancy Kelly  | Cynthia Merrick |
| Bud Abbott   | Abbott          |
| Lou Costello | Costello        |

## Achtergrond
Opnames voor de film vonden plaats van 26 augustus t/m 30 september 1940 onder de werktitel “Riviera”. Het verhaal van de film is gebaseerd op de roman Love Insurance van Earl Derr Biggers, de bedenker van Charlie Chan.